# Sampayo (Arzúa)
Sampayo (en gallego y oficialmente, San Paio) es una aldea española, actualmente despoblada, que forma parte de la parroquia de Figueroa, del municipio de Arzúa, en la provincia de La Coruña.